# Gynacantha mocsaryi
Gynacantha mocsaryi är en trollsländeart som beskrevs av W. Foerster 1898. Gynacantha mocsaryi ingår i släktet Gynacantha och familjen mosaiktrollsländor. Inga underarter finns listade i Catalogue of Life.

## Bildgalleri

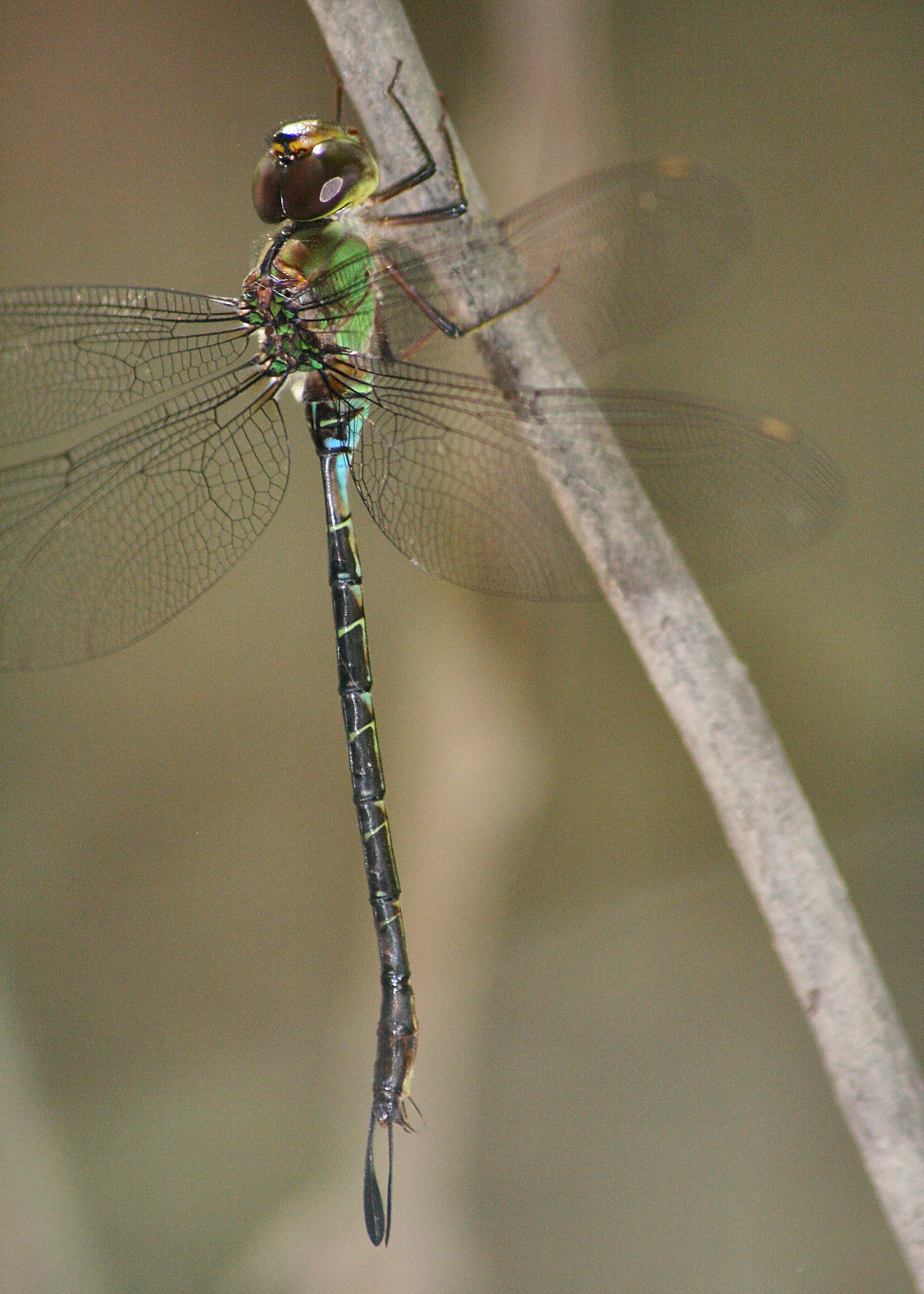